# Ballon d'Or 2016
A Ballon d'Or 2016 foi a 61ª edição anual da Bola de Ouro da revista francesa France Football. Após término de parceria com a FIFA (FIFA Ballon d'Or, 2010-2015), a revista retornou o prêmio em seu formato original. O vencedor da edição foi o português Cristiano Ronaldo, pela quarta vez na carreira.

## Resultado
| Pos. | Jogador                   | Clube                                 | País          | Pontos |
| ---- | ------------------------- | ------------------------------------- | ------------- | ------ |
| 1    | Cristiano Ronaldo         | Real Madrid                           | Portugal      | 745    |
| 2    | Lionel Messi              | Barcelona                             | Argentina     | 316    |
| 3    | Antoine Griezmann         | Atlético de Madrid                    | França        | 198    |
| 4    | Luis Suárez               | Barcelona                             | Uruguai       | 91     |
| 5    | Neymar                    | Barcelona                             | Brasil        | 68     |
| 6    | Gareth Bale               | Real Madrid                           | País de Gales | 60     |
| 7    | Riyad Mahrez              | Leicester                             | Argélia       | 20     |
| 8    | Jamie Vardy               | Leicester                             | Inglaterra    | 11     |
| 9    | Gianluigi Buffon          | Juventus                              | Itália        | 8      |
| 9    | Pepe                      | Real Madrid                           | Portugal      | 8      |
| 11   | Pierre-Emerick Aubameyang | Borussia Dortmund                     | Gabão         | 7      |
| 12   | Rui Patrício              | Sporting                              | Portugal      | 6      |
| 13   | Zlatan Ibrahimović        | Paris Saint-Germain Manchester United | Suécia        | 5      |
| 14   | Paul Pogba                | Juventus Manchester United            | França        | 4      |
| 14   | Arturo Vidal              | Bayern de Munique                     | Chile         | 4      |
| 16   | Robert Lewandowski        | Bayern de Munique                     | Polónia       | 3      |
| 17   | Toni Kroos                | Real Madrid                           | Alemanha      | 1      |
| 17   | Luka Modrić               | Real Madrid                           | Croácia       | 1      |
| 17   | Dimitri Payet             | West Ham                              | França        | 1      |
| 20   | Sergio Agüero             | Manchester City                       | Argentina     | 0      |
| 20   | Kevin De Bruyne           | Manchester City                       | Bélgica       | 0      |
| 20   | Paulo Dybala              | Juventus                              | Argentina     | 0      |
| 20   | Diego Godín               | Atlético de Madrid                    | Uruguai       | 0      |
| 20   | Gonzalo Higuaín           | Napoli Juventus                       | Argentina     | 0      |
| 20   | Andrés Iniesta            | Barcelona                             | Espanha       | 0      |
| 20   | Koke                      | Atlético de Madrid                    | Espanha       | 0      |
| 20   | Hugo Lloris               | Tottenham                             | França        | 0      |
| 20   | Thomas Müller             | Bayern de Munique                     | Alemanha      | 0      |
| 20   | Manuel Neuer              | Bayern de Munique                     | Alemanha      | 0      |
| 20   | Sergio Ramos              | Real Madrid                           | Espanha       | 0      |